# Nadagarodes purpuraria
Nadagarodes purpuraria är en fjärilsart som beskrevs av W. Warren 1905. Nadagarodes purpuraria ingår i släktet Nadagarodes och familjen mätare. Inga underarter finns listade i Catalogue of Life.